# كوبا أمريكا المئوية المجموعة أ
تتألف كوبا أمريكا المئوية المجموعة أ من الولايات المتحدة، كولومبيا، باراغواي وكوستاريكا.
|  |

## الترتيب
| م | الفريق                  | لعب | ف | ت | خ | أ.له | أ.ع | أ.ف | نقاط | التأهل                      |
| - | ----------------------- | --- | - | - | - | ---- | --- | --- | ---- | --------------------------- |
| 1 | الولايات المتحدة (H, Q) | 3   | 2 | 0 | 1 | 5    | 2   | +3  | 6    | يصعد إلى مرحلة خروج المغلوب |
| 2 | كولومبيا (Q)            | 3   | 2 | 0 | 1 | 6    | 4   | +2  | 6    | يصعد إلى مرحلة خروج المغلوب |
| 3 | كوستاريكا (E)           | 3   | 1 | 1 | 1 | 3    | 6   | −3  | 4    |                             |
| 4 | باراغواي (E)            | 3   | 0 | 1 | 2 | 1    | 3   | −2  | 1    |                             |

## المبارايات

### الولايات المتحدة ضد كولومبيا
| الولايات المتحدة | 0–2                               | كولومبيا                            |
| ---------------- | --------------------------------- | ----------------------------------- |
|                  | تقرير (كونميبول) تقرير (كونكاكاف) | ك. زاباتا 8' · رودريغيز 42' (ركلة.) |

| الولايات المتحدة | كولومبيا |

### كوستاريكا ضد باراغواي
| كوستاريكا | 0–0                               | باراغواي |
| --------- | --------------------------------- | -------- |
|           | تقرير (كونميبول) تقرير (كونكاكاف) |          |

| كوستاريكا | باراغواي |

### الولايات المتحدة ضد كوستاريكا
| الولايات المتحدة                                  | 4–0                               | كوستاريكا |
| ------------------------------------------------- | --------------------------------- | --------- |
| ديمبسي 9' (ركلة.) · جونز 37' · وود 42' · زوسي 87' | تقرير (كونميبول) تقرير (كونكاكاف) |           |

| الولايات المتحدة | كوستاريكا |

### كولومبيا ضد باراغواي
| كولومبيا                | 2–1                               | باراغواي  |
| ----------------------- | --------------------------------- | --------- |
| باكا 12' · رودريغيز 30' | تقرير (كونميبول) تقرير (كونكاكاف) | أيالا 71' |

| كولومبيا | باراغواي |

### الولايات المتحدة ضد باراغواي
| الولايات المتحدة | 1–0                               | باراغواي |
| ---------------- | --------------------------------- | -------- |
| ديمبسي 27'       | تقرير (كونميبول) تقرير (كونكاكاف) |          |

| الولايات المتحدة | باراغواي |

### كولومبيا ضد كوستاريكا
| كولومبيا              | 2–3                               | كوستاريكا                                  |
| --------------------- | --------------------------------- | ------------------------------------------ |
| فابرا 6' · مورينو 73' | تقرير (كونميبول) تقرير (كونكاكاف) | فينيغاس 2' · فابرا 34' (ه.ذ.) · بورخيس 58' |

| كولومبيا | كوستاريكا |